# Közönséges tengericsillag
A közönséges tengericsillag (Asterias rubens) a tengericsillagok (Asteroidea) osztályának Forcipulatida rendjébe, ezen belül az Asteriidae családjába tartozó faj.
Az Asterias tengericsillagnem típusfaja.

## Előfordulása
A közönséges tengericsillag Észak- és Nyugat-Európa és Északnyugat-Afrika összes tengerpartján előfordul, a parti sávtól egészen a 200 méteres mélységig. Észak-Amerika keleti partjain is előfordul, délen egészen Floridáig.

## Megjelenése

Testfelépítése

A közönséges tengericsillag átmérőjének hossza 45 centiméterig terjed, míg karhossza 20 centiméterig. A közönséges tengericsillag öt karú tengericsillag. Színe vörösbarna, sárgás, szürkésfehér, barnás, ibolyás vagy zöldes. Az állat felső oldalát tüskék borítják. A szemölcsszerű tüskéken kívül kis ollócskák (pedicelláriák) is találhatók rajta, amelyek testápolásra szolgálnak. A tapadólábak csőszerű lábak a karok alsó oldalán, végükön szívókoronggal; ezek helyváltoztatásra, valamint a zsákmány felnyitására szolgálnak, és oxigént vesznek fel. Az izmos szívó-tapadó lábak folyadékkal töltöttek és hidraulikus szivattyúként működnek: megnyúlnak vagy visszahúzódnak a változó nyomás alatt álló folyadék hatására. Az ambulakrális lábacskák 4 sorban helyezkednek el. A külső réteg igen mozgékony; mindenekelőtt izomrostokból és megszilárdult támasztószövetből áll. A tengericsillagok váltivarúak, de nem lehet megkülönböztetni a különböző nemeket. Az ivarszervek mindegyik karon megtalálhatók; spermiumot vagy petét löknek ki.

## Életmódja
A közönséges tengericsillag a csöves karjaival kúszik a tenger fenekén. Az állat sziklákon és köves-homokos aljzaton él. Tápláléka túlnyomórészt kagylók, de csigák, tengerisünök és rákok is. A fiatal példányok tengerimakkokkal táplálkoznak. A táplálék a szájnyíláson át a gyomorba kerül, a karokban lévő szervek termelik az emésztőnedveket és tárolják a tápanyagokat. Az emészthetetlen anyagok a végbélnyíláson át távoznak. A kifejlett állat naponta elfogyasztja testtömege háromszorosát, a fiatal állat akár tízszeresét is.
A Pseudanthessius dubius Sars G.O., 1918 és a Scottomyzon gibberum (T. & A. Scott, 1894) nevű evezőlábú rákok élősködnek ezen a tengericsillagfajon.

## Szaporodása
Az ivarérettséget egyéves korban éri el. A szaporodási időszak tavasszal van. A tengericsillag mintegy 2,5 millió petét bocsát ki alkalmanként. A lárvaállapot körülbelül 2 hónapig tart.

## Rokon faj
Az Asterias amurensist Lutken, 1871 korábban a közönséges tengericsillag egyik változatának vélték, de manapság önálló fajként van számon tartva.